# Kazutoshi Sakurai
Kazutoshi Sakurai (jap. 櫻井 和寿 Sakurai Kazutoshi; ur. 8 marca 1970 roku w Nerimie w Tokio) – japoński muzyk i przedsiębiorca, twórca tekstów oraz muzyki dla swojego zespołu Mr. Children.
W 2006 r. zajął 8. miejsce w HMV's "Top 30 Best Japanese Singers of All Time. Jako przedsiębiorca jest współzałożycielem fundacji AP Bank.

## Dyskografia

### Albumy
- 2006 – Soushi Sousai
- 2008 – Soushi Sousai 2

### Single
- 2006 – to U
- 2007 – Harumatsu ibuki